# Distretto di Waras
Waras è un distretto montuoso nella parte meridionale della provincia di Bamiyan (Afghanistan), la cui popolazione è di circa 100.000 abitanti (prevalentemente Hazara).
La città principale è Waras (altri nomi: Sewake Dahanwaras, Dahanwars, Sēwake Dahanwaras, Dahan Varas, Dahanwars), situata a 2.794 m s.l.m.